# Theganopteryx lucida
Theganopteryx lucida es una especie de cucaracha del género Theganopteryx, familia Ectobiidae.

## Distribución
Esta especie se encuentra en Guinea-Bisáu, Guinea, Nigeria, Camerún, Guinea Ecuatorial, Bioko, República Democrática del Congo y Angola.